# Radior

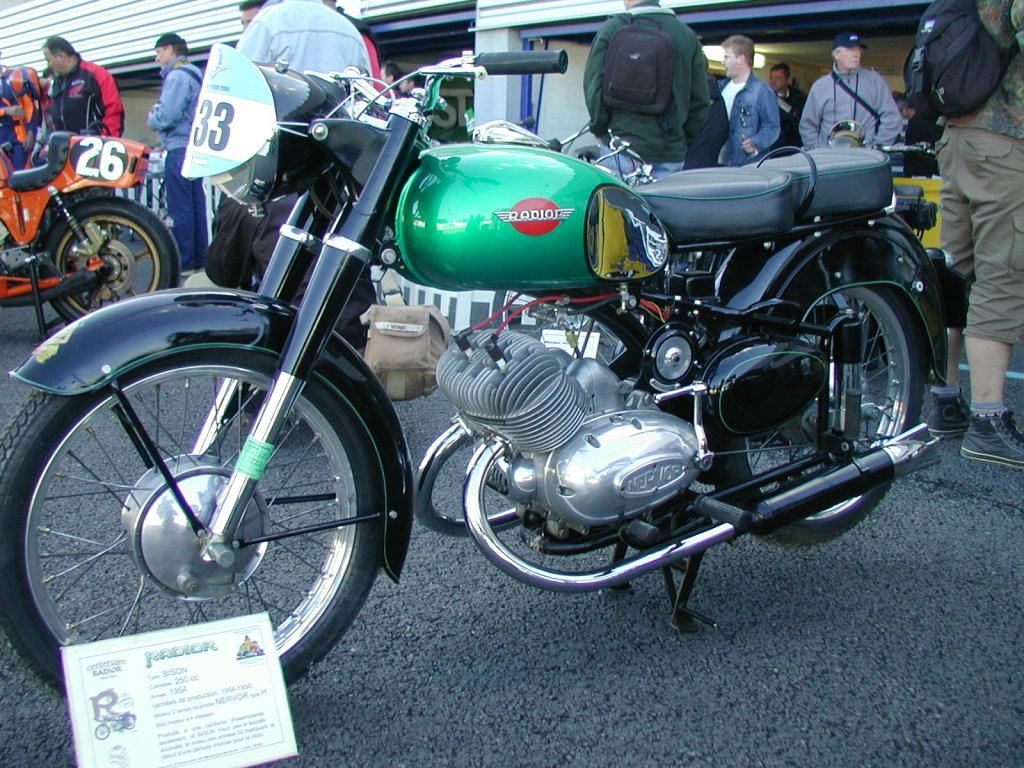
Deze Radior heeft een Nervor tweecilinder tweetaktmotor

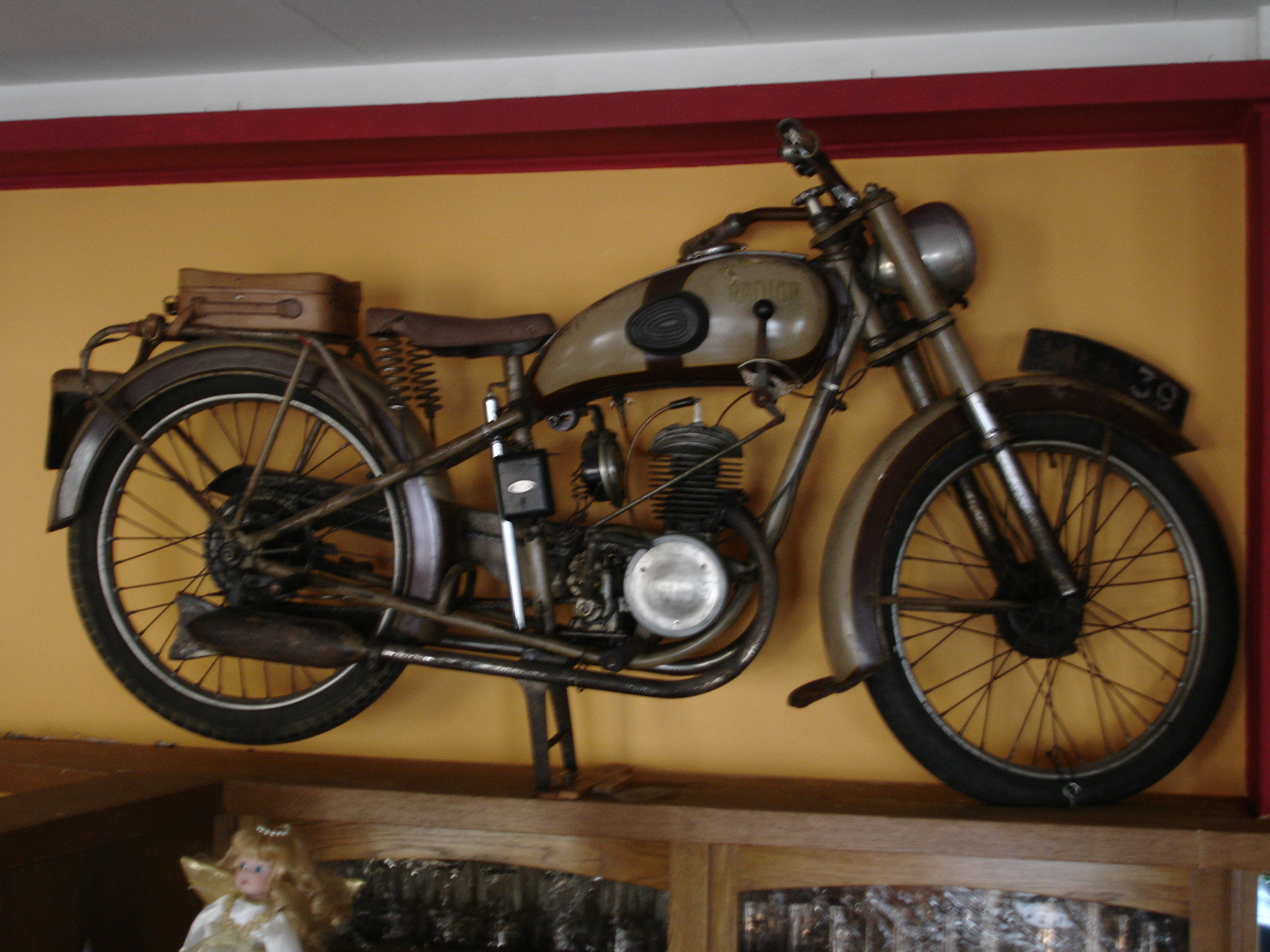
Radior 125 uit het begin van de jaren vijftig

Radior is een historisch merk van motorfietsen.
J. Chapolard & Goubet, Bourg-en-Bresse (1904-1955).
Franse firma die inbouwblokken van Antoine, Peugeot en andere leveranciers gebruikte. In de jaren twintig maakte men eigen 173- en 246 cc tweetakten en 248- tot 490 cc JAP-motoren. 
Na 1945 werden Nervor-tweetakten ingebouwd (Nervor was ook eigendom van Chapolard en Goubet). Daarnaast werden viertaktblokken tot 248 cc betrokken van AMC en NSU. Voor de lichte modellen kwamen 98 cc NSU-blokjes. 
Een jaar na Nervor verdween in 1955 Radior van de markt.